# Jari Lipponen
Jari Matti Lipponen (* 17. Oktober 1972 in Kemi) ist ein ehemaliger finnischer Bogenschütze.

## Karriere
Lipponen wurde 1991 mit der finnischen Mannschaft hinter Südkorea Vizeweltmeister. Im Jahr darauf nahm er erstmals an Olympischen Spielen teil. In Barcelona erreichte er mit Ismo Falck und Tomi Poikolainen im Mannschaftswettbewerb das Finale, in dem sie Spanien unterlagen und damit Silber gewannen. Im Einzel wurde er Achter, nachdem er im Viertelfinale dem späteren Olympiasieger Sébastien Flute unterlag. 1996 belegte er in Atlanta im Einzel den 20., mit der Mannschaft den achten Rang. Auch 2000 gehörte er zum finnischen Aufgebot, das diesmal nicht im Mannschaftswettbewerb vertreten war. In der Einzelkonkurrenz erreichte er den 50. Rang. Ein Jahr zuvor war Lipponen bei der Weltmeisterschaft im Einzel hinter Hong Sung-chil Vizeweltmeister geworden. Bei Europameisterschaften gelang ihm 1994 sowohl im Einzel als auch mit der Mannschaft der Titelgewinn.